# Mikhaïl Bakhtín
Mikhaïl Bakhtín (rus: Михаил Бахтин)  (Oriol, 5 de novembre de 1895 (Julià) - Moscou, 7 de març de 1975), nom complet amb patronímic Mikhaïl Mikhàilovitx Bakhtín, rus: Михаил Михайлович Бахтин, fou un crític literari i filòsof del llenguatge soviètic.

## Biografia
Va néixer el 17 de novembre del 1895 a Oriol, al si d'una família aristocràtica en decadència. El seu pare era gerent d'un banc i treballà a diverses ciutats, per això Bakhtín va viure la seva infantesa a Oriol, Vílnius (Lituània) i Odessa. Va ingressar a la Universitat d'Odessa el 1913, però després es traslladà a la Universitat de Sant Petersburg per seguir el seu germà Nikolai. Hi estudià filosofia i lletres, i s'interessà per la filosofia alemanya, i va començar a rebre les seves primeres influències per part dels treballs del classicista Zelinski, que contenen l'inici dels conceptes elaborats per Bakhtín.
En acabar els estudis el 1918 es traslladà a una petita ciutat de l'oest de Rússia: Nével, on va estar-hi treballant com a professor d'escola durant dos anys. Durant aquest període treballà juntament amb altres estudiosos del pensament contemporani i dels nous corrents de la ciència, entre els quals es trobava Valentín Volóixinov, tots ells amb diferents interessos, però units per la discussió de temes religiosos, polítics i literaris; així fou com es creà l'anomenat Cercle Bakhtín. El tema principal de les xerrades al grup era la filosofia alemanya. A partir d'aleshores, Bakhtín començà a considerar-se a si mateix més com un filòsof que com un estudiós literari. Fou durant aquesta època que va viure a Nével que treballà durament en un gran treball sobre la filosofia moral, que tot i que mai no fou publicat totalment, se'n publicà una breu part sota el nom d'Art i responsabilitat el 1919.
El 1920 Bakhtín es traslladà a Vítebsk i un any després va casar-se amb Elena Aleskàndrovna Okólovitx. Va estar treballant com a professor de literatura, va conèixer el pintor fauvista Marc Chagall i fou aleshores que eventualment s'afegia al Cercle Bakhtín Medvédev. Tres anys més tard van diagnosticar a Bakhtín una malaltia òssia anomenada osteomielitis. Més endavant, després de perdre la feina per sospites de pràctica religiosa, va anar-se'n, el 1924, a Sant Petersburg i acceptà una plaça a l'Institut d'Història i proporcionà serveis de consultoria per a la Casa Editorial de l'Estat. Hi va conèixer les principals figures del formalisme rus i publicà Freudisme (1927), El mètode formal en els estudis literaris (1928) i Marxisme i filosofia del llenguatge (1927), tot i que l'última publicació va aparèixer sota el nom del seu deixeble Valentín Volóixinov. Fou aleshores que Bakhtín decidí compartir el seu treball amb el públic, però just abans de ser publicat a La qüestió de la metodologia d'estètica a les obres escrites, la revista en què havia d'aparèixer cessà la seva publicació i no es va poder llegir res d'aquest treball fins cinquanta anys després. El 1929 publicà la seva gran obra Problemes de la poètica de Dostoievski, on introduí per primera vegada el concepte de dialogisme. De seguida que es publicà aquest llibre revolucionari, però, fou acusat de ser participant del moviment clandestí de l'Església Ortodoxa Russa, tot i que mai no fou provat.
Com a conseqüència d'una de les moltes purgues d'artistes i intel·lectuals per part de Stalin, Bakhtín fou condemnat a ser exiliat a Sibèria. A causa del seu estat de salut, feu una crida al·legant que enviar-lo a l'exili significaria matar-lo, per això fou deportat i condemnat a sis anys d'exili intern al Kazakhstan, on va romandre set anys treballant com a comptable al poble de Kustanai. Durant aquest període va escriure molts assaigs importants, com ara El discurs en la novel·la.
Finalment, el 1936, van tornar-li el permís per ensenyar i fer cursos a l'Institut de Pedagogia de Mordòvia, a Saransk, on era considerat com algú de poc prestigi i només se li permetia fer unes poques classes. Fugint de la gran purga estalinista del 1937, Bakhtín es traslladà al poble de Kimri, a dos-cents kilòmetres de Moscou. Hi completà el seu treball al llibre sobre la novel·la alemanya del segle xviii, que fou acceptat per l'editorial Sovetski Pisatel. Tanmateix, l'únic manuscrit de l'obra va desaparèixer durant la commoció causada per la invasió alemanya.
El 1938 la malaltia òssia que li fou diagnosticada feia anys li produí l'amputació d'una cama, després d'aquest fet la seva salut millorà i esdevingué més prolífic. El 1940 i fins al final de la Segona Guerra Mundial, Bakhtín visqué a Moscou, on el 1941 llegí les seves tesis sobre François Rabelais a l'Institut Gorki de Literatura Universal de Moscou per obtenir un títol de postgrau, una tesi que no pogué ser defensada fins al final de la guerra. Després de la defensa d'aquesta tesi el 1946 i el 1949, els estudiosos de Moscou es varen dividir en dos grups: els opositors oficials guiant la defensa de l'orientació (que acceptaren el manuscrit original i poc ortodox) i aquells altres professors en contra de l'acceptació del manuscrit. El llibre de la terra fou el tema anàrquic que va constituir la polèmica de molts dels arguments, discussió que només cessà amb la intervenció del govern. En última instància, a Bakhtín, li fou denegat un doctorat i van concedir-li un grau menor.
Més endavant, Bakhtín fou convidat a tornar a Saransk, on acceptà el càrrec de president del Departament General de Literatura a l'Institut de Pedagogia de Moldàvia. Quan, el 1957, aquest institut feu la transició de col·legi per a mestres a Universitat se'l nomenà cap del Departament de Literatura Russa i Literatura Universal. El 1961 el deteriorament de la seva salut el forçà a retirar-se i a causa de la recerca d'ajut mèdic, Bakhtín va haver de traslladar-se de nou a Moscou, on visqué fins a la seva mort, el 7 de març del 1975.

## Teories

### L'enunciat
Per a Bakhtín, la unitat de comunicació verbal era l'enunciat. L'enunciat és més que la paraula: és la paraula contextualitzada. Amb aquesta idea, dona un gir a la semiòtica fins aleshores present i proposa una nova forma d'anàlisi: la translingüística, canviant així la lingüística tradicional.

#### La veu
L'enunciat sempre s'expressa des d'un determinat punt de vista. A aquesta perspectiva particular s'anomena veu. A més a més, les veus estan lligades a un ambient social determinat. L'enunciat és una activitat que estableix diferències en els valors. Aquest valor determinat és donat, generalment, per l'entonació de l'enunciat. I és que les mateixes paraules poden significar coses diferents segons l'entonació particular amb què s'emeten en un context específic.

#### La significació
La significació pot arribar a existir només quan dues o més veus es posen en contacte: la veu d'un espectador respon a la veu d'un locutor.

#### La comprensió
Del mode en què es dona la significació, la comprensió d'un enunciat implica un procés en què altres enunciats entren en contacte i el confronten. Així doncs, la comprensió consisteix a vincular la paraula del locutor a una contraparaula (paraula alternativa del repertori de l'espectador). Comprendre l'enunciat d'una altra persona significa orientar-se amb respecte a ella, trobar el lloc correcte per a ell, en el context corresponent. Per tant, la comprensió és per a l'enunciat el que una línia de diàleg és per a la següent.

### La translingüística
Bakhtín critica la lingüística tradicional per la seva anàlisi, abstreta de tot significat, de la paraula i l'oració. Ell, però, reivindica la inexorable unió de paraula i intencionalitat, per això es nega a l'estudi d'unitats inexplicables i se centra en l'anàlisi de l'enunciat (terme que comprèn paraula i significat). La unitat d'anàlisi de la lingüística no es dirigeix a ningú ni és emesa per ningú, seria un estudi endotextual i monològic del text, difícilment comprensible avui dia quan, gràcies a les aportacions de grans autors, és gairebé impossible entendre un text sense intenció o direccionalitat.

### Polifonia del discurs
Bakhtín rebutja la concepció d'un jo individualista i privat, el jo és essencialment social. Cada individu es constitueix com un col·lectiu de nombrosos jo que ha assimilat al llarg de la seva vida, en contacte amb les diferents veus sentides que d'alguna manera van conformant la ideologia. Mai no estem per fora de la ideologia perquè "parlem amb la nostra ideologia (la nostra col·lecció de llenguatges, de paraules carregades amb valors)". Per tant, és el subjecte social qui produeix un text que és, justament, l'espai de cruïlla entre els sistemes ideològics i el sistema lingüístic. És per aquest motiu que l'anàlisi de la llengua en la seva totalitat concreta i vivent condueix a l'anàlisi translingüística, és a dir, a la polifonia, al conjunt de les veus, no al simple lingüístic que ofereix una perspectiva monològica i abstracta. Apareixen d'aquesta manera les relacions lògiques que són necessàries per a les relacions dialògiques, que és el discurs de dues veus, així com les relacions de significació objectiva com els enunciats i les posicions dels diferents subjectes. A partir d'aquesta estètica de la polifonia el text es caracteritza essencialment per:
- L'heteroglòssia: la naturalesa ambigua de la paraula i la versatilitat significativa del llenguatge en la seva projecció històrica.
- El dialogisme: inscripció del discurs en una pragmàtica comunicativa. Això es tradueix en una modificació de l'estatus del discurs, del text, de l'autor i del lector que es reflectirà en tota la línia crítica, divergent del formalisme.

### Llenguatge social
Per a Bakhtín un llenguatge social és un discurs propi d'un estrat específic de la societat (segons la professió, l'economia, etc.) en un sistema social donat i en un moment determinat. Així, aquest teòric arribà a trobar patrons d'organització per concebre veus i enunciats de mode no tan caòtica.

#### Ventrilòquia
Classe especial de dialogicitat en què una veu parla a través d'una altra veu o tipus de veu en un llenguatge social. "La paraula en el llenguatge és en part de l'altre. Es converteix en propietat d'un omès quan el parlant la pobla amb la seva pròpia intenció, el seu propi accent, adaptant-la a la seva pròpia semàntica. Abans d'aquest moment d'apropiació, la paraula no existeix en un llenguatge neutral, sinó en la boca d'altres persones i en els seus contexts propis, servint a llurs intencions".

#### Construcció híbrida
Bakhtín va aparellar les nocions de veu, dialogicitat (incloent-hi la ventrilòquia) i llenguatge social en el concepte de construcció híbrida. Una construcció híbrida "és un enunciat que pertany, pels seus marcadors gramaticals i compositius, a un parlant individual, però que en realitat conté mesclats en ell dos enunciats, dues formes verbals, dos estils, dos llenguatges, dos sistemes semàntics i axiològics de creences".

#### Signe
També el signe serà ideològic, és a dir, que no és innocent, car no és un reflex mecànic de la realitat. El signe és un fenomen complex que "reflecteix i refracta" l'ordim social. Depèn del context per significar una o moltes coses, és llefiscós i poc confiable, és semànticament mòbil, inacabat, obert, dinàmic, capaç de generar noves informacions a diferents receptors. La literatura no reflecteix la realitat, sinó que alimenta de diferents conceptes —econòmics, filosòfics i socials— que afecten la realitat, i així elabora i interpreta aquesta realitat, interpretació que és una avaluació d'aquella mateixa realitat. El discurs crea així l'objecte-discurs en què l'escriptor (que també és un jo social) apareix com a mediador i en què el lector pot ésser autor en la mesura en què tots som autors quan parlem, escoltem, llegim o escrivim.

#### L'idiota
Bakhtín considerava que a les novel·les sempre s'ha de llegir en sentit figurat el que diuen el murri, el bufó i el ximple, perquè són els comediants de la vida, aliens a aquest món, i no poden existir més enllà del paper que fan. No responen a cap situació perquè veuen la falsedat que hi ha al darrere; per això mateix tot en ells és màscara.
El bufó i el ximple, a diferència del murri, no tenen cap lligam amb la realitat, no són d'aquest món, d'aquí ve que el seu riure faci la funció de plaça pública. És la paròdia, i també la màscara, la que permet que aquests personatges es desvinculin d'ells mateixos. La màscara concentra i evidencia veritats profundes sobre l'essència humana. Gràcies a l'humor i a no prendre's res literalment, el bufó, el murri i el ximple escapen dels tentacles dels sobirans.

## Llegat
Com a teòric literari, Bakhtín s'associa amb els formalistes russos, i la seva obra es compara amb la de Iuri Lótman; el 1963 Roman Jakobson el va esmentar com un dels pocs crítics intel·ligents del formalisme. Durant la dècada de 1920, el treball de Bakhtín va tendir a centrar-se en l'ètica i l'estètica en general. Les primeres peces com Towards a Philosophy of the Act i Author and Hero in Aesthetic Activity són deutes de les tendències filosòfiques de l'època, en particular el neokantisme de l'escola de Marburg d'Hermann Cohen, incloent Ernst Cassirer, Max Scheler i, en menor mesura, Nicolai Hartmann. Bakhtín va començar a ser descobert pels estudiosos el 1963, però va ser només després de la seva mort el 1975 que autors com Julia Kristeva i Tzvetan Todorov van atraure Bakhtín a l'atenció del món francòfon, i d'aquí la seva popularitat als Estats Units, el Regne Unit i molts altres països van continuar creixent. A finals de la dècada de 1980, l'obra de Bakhtín va experimentar un augment de popularitat a Occident.
Les obres principals de Bakhtín inclouen Toward a Philosophy of the Act, una part inacabada d'un assaig filosòfic; Problemes de l'art de Dostoievski, al qual més tard Bakhtín va afegir un capítol sobre el concepte de carnaval i publicat amb el títol Problemes de la poètica de Dostoievski; Rabelais i el seu món, que explora l'obertura de la novel·la rabelaisiana; The Dialogic Imagination, on els quatre assaigs que componen l'obra introdueixen els conceptes de dialogisme, heteroglòssia i cronòtop; i Speech Genres and Other Late Essays, una col·lecció d'assajos en què Bakhtín es preocupa pel mètode i la cultura.
A la dècada de 1920 hi havia una "escola Bakhtín" a Rússia, en línia amb l'anàlisi del discurs de Ferdinand de Saussure i Roman Jakobson.

### Influència
Avui és conegut pel seu interès en una gran varietat de temes, idees, vocabularis i períodes, així com per l'ús de disfresses d'autor, i per la seva influència (al costat de György Lukács) en el creixement de l'erudició occidental sobre la novel·la com a estrena gènere literari.
Com a resultat de l'amplitud de temes que va tractar, Bakhtín ha influït en escoles de teoria occidentals com el neomarxisme, l'estructuralisme, el construccionisme social i la semiòtica. Les obres de Bakhtín també han estat útils en antropologia, especialment en teories del ritual. No obstant això, la seva influència en aquests grups, una mica paradoxalment, ha donat com a resultat una reducció de l'abast de l'obra de Bakhtínn. Segons Clark i Holquist, poques vegades els que incorporen les idees de Bakhtín a les seves pròpies teories aprecien la seva obra en la seva totalitat.
Si bé Bakhtín és vist tradicionalment com un crític literari, no es pot negar el seu impacte en l'àmbit de la teoria retòrica. Entre les seves moltes teories i idees, Bakhtín indica que l'estil és un procés de desenvolupament, que es produeix tant en l'usuari del llenguatge com en el propi llenguatge. La seva obra inculca en el lector una consciència de to i expressió que sorgeix de la formació acurada del fraseig verbal. Mitjançant la seva escriptura, Bakhtín ha enriquit l'experiència de l'expressió verbal i escrita que, finalment, ajuda a l'ensenyament formal de l'escriptura. Alguns fins i tot suggereixen que Bakhtin introdueix un nou significat a la retòrica a causa de la seva tendència a rebutjar la separació de llenguatge i ideologia. Segons Leslie Baxter, per a Bakhtin, "tot l'ús de la llengua està ple de veus múltiples (que s'entén de manera més general com a discursos, ideologies, perspectives o temes)" i, per tant, "la creació de significats en general es pot entendre com la interacció d'aquelles veus".

### Bakhtín i estudis de comunicació
Bakhtín ha estat anomenat "el filòsof de la comunicació humana". Kim argumenta que les teories del diàleg i la representació literària de Bakhtín són potencialment aplicables a pràcticament totes les disciplines acadèmiques de les ciències humanes. Segons White, el dialogisme de Bakhtín representa un gir metodològic cap a "la desordenada realitat de la comunicació, en totes les seves múltiples formes lingüístiques". Si bé les obres de Bakhtín es van centrar principalment en el text, la comunicació interpersonal també és clau, sobretot quan les dues estan relacionades en termes culturals. Kim afirma que "la cultura a la qual al·ludeixen Geertz i Bakhtín es pot transmetre generalment a través de la comunicació o la interacció recíproca com el diàleg".

#### Comunicació i cultura
Segons Leslie Baxter, "l'obra vital de Bakhtín es pot entendre com una crítica a la monologització de l'experiència humana que va percebre en les teories lingüístiques, literàries, filosòfiques i polítiques dominants del seu temps". Va ser "crític amb els esforços per reduir el procés inacabable, obert i multivocal de la creació de significats de maneres determinades, tancades i totalitzadores". Per a Baxter, el dialogisme de Bakhtín permet als estudiosos de la comunicació concebre la diferència de noves maneres. Els antecedents d'un subjecte s'han de tenir en compte a l'hora de fer una recerca sobre la seva comprensió de qualsevol text, ja que "una perspectiva dialògica argumenta que la diferència (de tot tipus) és bàsica per a l'experiència humana". La cultura i la comunicació es relacionen de manera inextricable, ja que la comprensió d'un enunciat, un text o un missatge determinats depèn de la pròpia experiència cultural i de l'experiència.
Kim argumenta que "les seves idees de l'art com un vehicle orientat a la interacció amb el seu públic per expressar o comunicar qualsevol tipus d'intencions recorden les teories de Clifford Geertz sobre la cultura".

#### Carnestoltes i comunicació
Sheckels sosté que "el que [... Bakhtínn] anomena que el "carnavalesc" està lligat al cos i l'exposició pública de les seves funcions més privades […] va servir també com a esdeveniment de comunicació […] els esdeveniments de comunicació anti-autoritat […] també poden ser considerat "carnavalesc"" Essencialment, l'acte de capgirar la societat mitjançant la comunicació, ja sigui en forma de text, protesta o d'una altra manera, serveix com a forma comunicativa de carnaval, segons Bakhtín. Steele fomenta la idea del carnavalisme en la comunicació, ja que argumenta que es troba a la comunicació corporativa. Steele afirma "que les reunions de vendes ritualitzades, els pícnics anuals dels empleats, els rostits de jubilació i esdeveniments corporatius similars s'ajusten a la categoria de carnaval". El carnaval no pot deixar de relacionar-se amb la comunicació i la cultura, ja que Steele assenyala que "a més de les qualitats d'inversió, ambivalència i excés, els temes del carnaval solen incloure una fascinació pel cos, particularment les seves parts poc glorificades o els "estrats inferiors". i dicotomies entre "alt" o "baix". El binari alt i baix és especialment rellevant en la comunicació, ja que cert verbatge es considera alt, mentre que l'argot es considera baix. A més, gran part de la comunicació popular, inclosos els programes de televisió, els llibres i les pel·lícules, es troben en categories altes i baixes. Això és especialment freqüent a la Rússia natal de Bakhtín, on escriptors postmoderns com Boris Akunin han treballat per canviar les formes de comunicació baixes (com la novel·la de misteri) en obres d'art literàries superiors fent referències constants a un dels temes preferits de Bakhtín, Dostoievski.